# كريستينا كمنشيني
كريستينا كمنشيني (بالإيطالية: Comencini )‏ (و. 1956  م) هي مخرجة أفلام، وكاتبة سيناريو، وكاتِبة، وروائية إيطالية، ولدت في روما.

## الأفلام
- 1989: Zoo
- 1993: La fine è nota
- 1996: Va' dove ti porta il cuore
- 1998: Matrimoni
- 2000: Liberate i pesci!
- 2002: The Best Day of My Life (Il più bel giorno della mia vita)
- 2005: La mia mano destra
- 2005: The Beast in the Heart (La bestia nel cuore)
- 2008: Black and White
- 2009: Due partite
- 2011: When the Night (Quando la notte)
- 2015: Latin Lover
- 2016: Something new
- 2018: Sex Story
- 2019: To Return
- 2024: قطار الأطفال

## التعليم
تعلمت في جامعة روما سابينزا.

## جوائز
حصلت على جوائز منها:
- وسام استحقاق الجمهورية الإيطالية.

## وصلات خارجية
- كريستينا كمنشيني على موقع IMDb (الإنجليزية)
- كريستينا كمنشيني على موقع ألو سيني (الفرنسية)
- كريستينا كمنشيني على موقع أول موفي (الإنجليزية)
- كريستينا كمنشيني على موقع قاعدة بيانات الأفلام السويدية (السويدية)
- كريستينا كمنشيني على موقع قاعدة بيانات الفيلم (الإنجليزية)
- كريستينا كمنشيني على موقع كينوبويسك (الروسية)